# Miroslav Kundera
Miroslav Kundera (Tábor, Bohèmia Meridional, 16 de maig de 1965) va ser un ciclista txecoslovac, d'origen txec, que s'especialitzà en la pista. Va guanyar una medalla al Campionat del món en Persecució per equips de 1987.